# Ole Henrik Magga
Ole Henrik Magga, né le 12 août 1947 à Kautokeino en Norvège, est un linguiste et homme politique norvégien issu du peuple autochtone sami.

## Biographie
Ole Henrik Magga naît et grandit à Kautokeino, dans le comté de Finnmark ; il étudie successivement à Karasjok, Asker, puis Oslo. Magga obtient un doctorat en same à l'université d'Oslo en 1986, il retourne ensuite dans le Finnmark pour travailler comme professeur à l’université sami (en) à Kautokeino.  
De 1989 à 1997, Ole Henrik Magga est le premier président du Parlement sami de Norvège ; c’est pendant cette période qu’il s’oppose à des exploitations minières sur des terres sames sans consultation du peuple sami. 
Magga devient par la suite, de 2002 à 2004, membre de l’Instance permanente sur les questions autochtones à l’ONU. 

## Décoration
- Commandeur de l'ordre de Saint-Olaf (2006)[1]

## Prix
- Prix d’honneur d'Agenda Nord-Norge (2016)[4]

## Publications
- Ole Henrik Magga, « Les rennes, la neige et la glace : richesse du vocabulaire sâme », Revue internationale des sciences sociales, vol. 187, no 1,‎ 2006, p. 29 (ISSN 0304-3037 et 2222-4610, DOI 10.3917/riss.187.0029, lire en ligne, consulté le 2 mars 2019)
- (en) Inger Marie Gaup Eira, Christian Jaedicke, Ole Henrik Magga et Nancy G. Maynard, « Traditional Sámi snow terminology and physical snow classification—Two ways of knowing », Cold Regions Science and Technology, vol. 85,‎ janvier 2013, p. 117–130 (DOI 10.1016/j.coldregions.2012.09.004, lire en ligne, consulté le 2 mars 2019)
- Teresa L. McCarty, Tove Skutnabb-Kangas et Ole Henrik Magga, « Education for Speakers of Endangered Languages », dans The Handbook of Educational Linguistics, Blackwell Publishing Ltd, 10 mars 2008 (ISBN 9780470694138, DOI 10.1002/9780470694138.ch21, lire en ligne), p. 297–312

#### Droit international
- Anthropologie juridique, Coutume, Savoirs traditionnels
- Peuple autochtone, Droit des peuples autochtones (Déclaration des droits des peuples autochtones)
- Terra nullius, Doctrine de la découverte, Colonialisme, Colonisation, Décolonisation, Néo-colonialisme, Droit des peuples à disposer d'eux-mêmes

#### Études théoriques
- Études postcoloniales, Guerres de l'histoire